# Kreuttal
Kreuttal – gmina w Austrii, w kraju związkowym Dolna Austria, w powiecie Mistelbach. Według Austriackiego Urzędu Statystycznego liczyła 1395 mieszkańców (1 stycznia 2014).